# Hugo Hahn (Bischof)
Hugo Hahn (* 22. Septemberjul. / 4. Oktober 1886greg. in Reval, Gouvernement Estland; † 5. November 1957 in Dresden) war ein lutherischer Theologe und von 1947 bis 1953 Landesbischof der Evangelisch-Lutherischen Landeskirche Sachsens.

## Leben und Wirken
Hugo Hahn stammt aus einer alten deutschbaltischen Pfarrersfamilie. Er war der Sohn des Pfarrers und Volksmissionars Traugott Hahn (1848–1939) und Enkel des Hereromissionars Carl Hugo Hahn (1818–1895). Er selbst überlebte seinen Bruder Traugott Hahn (1875–1919), der als Märtyrer unter den Sowjets umgekommen ist. Nach häuslichem Unterricht und dem Besuch der evangelischen St. Annen-Schule in Sankt Petersburg von 1900 bis 1904, studierte Hahn an der Kaiserlichen Universität Dorpat sowie in Leipzig und Berlin evangelische Theologie. Seine wichtigsten theologischen Lehrer außer seinem Vater waren Albert Hauck, Rudolf Kittel, Ludwig Ihmels, Alfred Seeberg und Karl Girgensohn. Nach Ablegen des Konsistorialexamens 1909 in Reval absolvierte er das Probejahr im estnischen Haggers und Reval. Von 1910 bis 1916 war Hugo Hahn Gemeindepfarrer in Kreuz in Harrien/Estland, danach in Nissi/Estland. 
Nach der russischen Oktoberrevolution übersiedelte er ins Deutsche Reich, 1919 nahm er die Amtstätigkeit als Pfarrer in Worbis im thüringischen Eichsfeld in der Evangelischen Kirche der Kirchenprovinz Sachsen auf. 1927 wechselte er in die Evangelisch-Lutherische Landeskirche Sachsens und wurde für drei Jahre Pfarrer an der Thomaskirche in Leipzig, um danach bis 1938 als Pfarrer an die Frauenkirche in Dresden und dem damit verbundenen Amt als Superintendent für den Kirchenbezirk Dresden-Land tätig zu werden. In der Zeit des Nationalsozialismus leitete Hugo Hahn die Bekennende Kirche in Sachsen und wurde wegen seiner Widerstandstätigkeit von der Gestapo aus Sachsen ausgewiesen. Hugo Hahn konnte eine neue Tätigkeit in der Evangelischen Landeskirche in Württemberg in Stuttgart-Hedelfingen aufnehmen, wo er Stadtvikar wurde. Von 1946 bis 1947 übernahm er ein Gemeindepfarramt in Stuttgart-Zuffenhausen.
Hahn galt der Bekennenden Ev.-Luth. Landeskirche Sachsens als legitimer Landesbischof. Deshalb unterzeichnete Hahn als sächsischer Vertreter das Stuttgarter Schuldbekenntnis vom 19. Oktober 1945. Die Sowjetische Militäradministration gestattete seine Rückkehr nach Dresden jedoch erst 1947. Am 16. Juli 1947 wurde Hahn vom Beirat des Landeskirchenamts, der interimistischen Kirchenleitung, zum Landesbischof gewählt. Daneben war Hahn am Aufbau der Evangelischen Kirche in Deutschland (EKD) und der Vereinigten Evangelisch-Lutherischen Kirche in Deutschland (VELKD) nach dem Zweiten Weltkrieg beteiligt. 1945 war er Mitglied des Rates der EKD und 1949 stellvertretender Leitender Bischof der VELKD. Aufgrund einer schweren Erkrankung wurde er 1953 als Landesbischof emeritiert. Seine letzte dienstliche Handlung war das Schlusswort auf dem Leipziger Deutschen Evangelischen Kirchentag 1954. Sein Nachfolger im Bischofsamt wurde Gottfried Noth.
1947 erhielt er von der Universität Leipzig die Ehrendoktorwürde.

## Familie
Hugo Hahn war ab 1910 mit Erika von Baggehufwudt († 1942) verheiratet. Er wurde an ihrer Seite in Stuttgart-Hedelfingen beerdigt.

## Schriften
- Gott über alle Dinge! Predigt in dem Bekenntnisgottesdienste in der Jakobikirche zu Dresden am Freitag, den 12. Januar 1934
- Kämpfer wider Willen. Erinnerungen aus dem Kirchenkampf 1933–1945. Bearb. und hrsg. von Georg Prater. 1969